# Serguéi Kózyrev
Serguéi Vadímovich Kózyrev –en ruso, Сергей Вадимович Козырев– (18 de septiembre de 2002) es un deportista ruso que compite en lucha libre. Ganó una medalla de plata en el Campeonato Europeo de Lucha de 2021, en la categoría de 125 kg.

## Palmarés internacional
| Campeonato Europeo | Campeonato Europeo | Campeonato Europeo | Campeonato Europeo |
| Año                | Lugar              | Medalla            | Categoría          |
| ------------------ | ------------------ | ------------------ | ------------------ |
| 2021               | Varsovia (Polonia) | Medalla de plata   | 125 kg             |